# Езомепразол
Езомепразол — синтетичний препарат, що є похідним бензимідазолу, та належить до групи інгібіторів протонної помпи, що застосовується перорально та парентерально. За своїм хімічним складом є лівообертаючим (S-ізомером) омепразолу. Езомепразол уперше синтезований у Швеції у лабораторії компанії AstraZeneca, де вперше синтезовано також і омепразол, та застосовується у клінічній практиці з 2001 року.

## Фармакологічні властивості
Езомепразол — синтетичний препарат, що є похідним бензимідазолу та належить до групи інгібіторів протонної помпи. За хімічним складом є S-ізомером омепразолу. Механізм дії препарату полягає у інгібуванні ферменту парієтальних клітин шлунку H+/K+ АТФази (який також називають протонною помпою), що призводить до блокування переносення іонів водню із парієтальних клітин у порожнину шлунку та гальмування кінцевого етапу секреції соляної кислоти. Після введення в організм езомепразол накопичується в каналах обкладочних клітин шлунку, саме у просвіт яких заходять частини молекул протонної помпи, де виключно і відбувається взаємодія препарату із ферментом H+/K+ АТФазою виключно парієтальних клітин шлунку. Езомепразол має найвищу ефективність при показнику pH шлункового соку близько 4, і при зниженні цього показника до 5 значно знижується ефективність препарату. Езомепразол пригнічує секрецію соляної кислоти парієтальними клітинами слизової оболонки шлунку; у тому числі як спонтанну (базальну), так і стимульовану гістаміном, гастрином та ацетилхоліном. Оскільки застосування езомепразолу знижує рівень кислотності шлунку, то це призводить до стимуляції вироблення гастрину. Езомепразол має власну активність проти Helicobacter pylori і використовується у схемах ерадикації цього мікроорганізму. Окрім цього, включення езомепразолу до схеми антихелікобактерної терапії разом із амоксициліном та кларитроміцином дозволяє скоротити курс лікування для ерадикації Helicobacter pylori до 7 днів. Езомепразол у зв'язку із особливістю хімічної структури в меншому ступені, ніж омепразол, взаємодіє із системою цитохрому Р-450, що призводить до більшої біодоступності препарату, зменшення взаємодії з іншими лікарськими препаратами та підвищення ефективності застосування препарату в порівнянні з іншими блокаторами протонної помпи. Незважаючи на меншу взаємодію з системою цитохрому, езомепразол не рекомендований для застосування разом із клопідогрелем у зв'язку з вищою, чим у інших представників групи інгібіторів протонної помпи, імовірністю взаємодії препарату з системою цитохрому Р-450. При застосуванні езомепразолу спостерігається більш виражений антисекреторний ефект, ніж при застосуванні інших представників групи інгібіторів протонної помпи, та спостерігається більш тривале зниження шлункової секреції, ніж при застосуванні раніше синтезованих препаратів групи (омепразолу, пантопразолу, лансопразолу та рабепразолу). При застосуванні езомепразолу в дозі 40 мг/добу у складі потрійної терапії протягом 7 днів спостерігається ерадикація Helicobacter pylori у 90% хворих. Висока ефективність езомепразолу спостерігається при застосуванні даного препарату і при гастроезофагеальній рефлюксній хворобі. Із 2008 року езомепразол також дозволений для використання дітям віком від 1 року та підліткам. При тривалому застосуванні езомепразолу спостерігається збільшення кількості хромафінних клітин у слизовій оболонці шлунку. У 2010 році FDA випустило бюлетень із попередженням про підвищений ризик переломів стегна, зап'ястя та хребта при тривалому (більше 1 року) або при застосуванні у високих дозах препаратів із групи блокаторів протонної помпи (у тому числі езомепразолу, а також омепразолу, пантопразолу, лансопразолу, рабепразолу та декслансопразолу).

### Фармакокінетика
Езомепразол швидко та повністю всмоктується при прийомі всередину, біодоступність препарату при пероральному застосуванні складає 50—64% при першому прийомі, та до 89% при повторному застосуванні. Максимальна концентрація езомепразолу в крові досягається протягом 1—2 годин. Езомепразол майже повністю (на 97%) зв'язується з білками плазми крові. Езомепразол всмоктується у слизовій оболонці тонкого кишечника, та накопичується у парієтальних клітинах шлунку. Після всмоктування езомепразол перетворюється у активну форму — сульфенамід, та незворотньо зв'язується із молекулою цистеїну протонної помпи. У інших тканинах езомепразол не створює високих концентрацій, погано проходить через гематоенцефалічний бар'єр, може проходити через плацентарний бар'єр та виділятися у грудне молоко. Метаболізм езомепразолу відрізняється від метаболізму омепразолу. Езомепразол, як чистий оптичний S-ізомер, характеризується більш повільним метаболізмом, та зниженням кількості метаболітів препарату й підвищенням рівня незміненого езомепразолу в крові. Метаболізується езомепразол у печінці з утворенням трьох неактивних метаболітів. Виводиться препарат із організму переважно із сечею (80%), частково із жовчю (20%). Період напіввиведення препарату становить 1—1,5 годин (в середньому 1,3 години), при важкій печінковій недостатності цей час зростає удвічі, а при нирковій недостатності період напіввиведення езомепразолу не змінюється.

## Показання до застосування
Езомепразол застосовується при виразковій хворобі шлунку та дванадцятипалої кишки, синдромі Золлінгера-Еллісона, гастроезофагеальній рефлюксній хворобі та рефлюкс-езофагіті, у схемах ерадикації Helicobacter pylori, для профілактики та лікування медикаментозних уражень шлунку та дванадцятипалої кишки, спричинених нестероїдними протизапальними препаратами. Езомепразол також може застосовуватися у лікуванні виразок шлунково-кишкового тракту, асоційованих із хворобою Крона.

## Побічна дія
При проведенні спостережень виявлено, що при застосуванні езомепразолу побічні ефекти спостерігаються нечасто, та не мають серйозних клінічних наслідків. Найчастіше при застосуванні езомепразолу спостерігаються головний біль (5,8% випадків застосування), діарея (4,2%), біль у животі (2,9%), метеоризм (2,3%), нудота (2%) та запор (1,1%). Також при застосуванні препарату можуть спостерігатися такі побічні ефекти:
- Алергічні реакції та з боку шкірних покривів — нечасто (0,1—1%) висипання на шкірі, свербіж шкіри, кропив'янка, гіпергідроз; рідко (0,01—0,1%) фотодерматоз, алопеція, бронхоспазм, набряк Квінке, гарячка, анафілактичний шок; дуже рідко (менш як 0,01%) синдром Стівенса-Джонсона, синдром Лаєлла.
- З боку травної системи — нечасто (0,1—1%) сухість у роті; рідко стоматит, кандидоз кишечника, гепатит, жовтяниця; дуже рідко печінкова недостатність.
- З боку нервової системи — нечасто безсоння або сонливість, запаморочення, парестезії; рідко збудження, депресія, сплутаність свідомості, порушення смаку; дуже рідко галюцинації, агресія.
- З боку сечостатевої системи — дуже рідко інтерстиційний нефрит, ниркова недостатність, гінекомастія.
- Зміни в лабораторних аналізах — рідко спостерігаються лейкопенія, тромбоцитопенія, агранулоцитоз, панцитопенія, підвищення активності амінотрансфераз в крові, гіпонатріємія, гіпомагніємія.

## Протипокази
Протипоказами до застосування езомепразолу є підвищена чутливість до препарату та годування грудьми. З обережністю езомепразол застосовується при порушеннях функції печінки та при вагітності.

## Форми випуску
Езомепразол випускається у вигляді таблеток по 0,02 та 0,04 г і порошку для ін'єкцій у флаконах по 0,04 г. Сучасною формою випуску препарату є желатинові капсули із мікрогранулами езомепразолу (пелетами), які випускаються також по 20 та 40 мг препарату в капсулі. Езомепразол разом із орнідазолом та кларитроміцином входить до складу комбінованого препарату «Езоксіум комбі». Езомепразол разом із напроксеном входить до складу комбінованого препарату «Вімово».